# Mesactinia ganensis
Mesactinia ganensis is een zeeanemonensoort uit de familie Actiniidae.
Mesactinia ganensis is voor het eerst wetenschappelijk beschreven door England in 1987.